# Anton Wiest

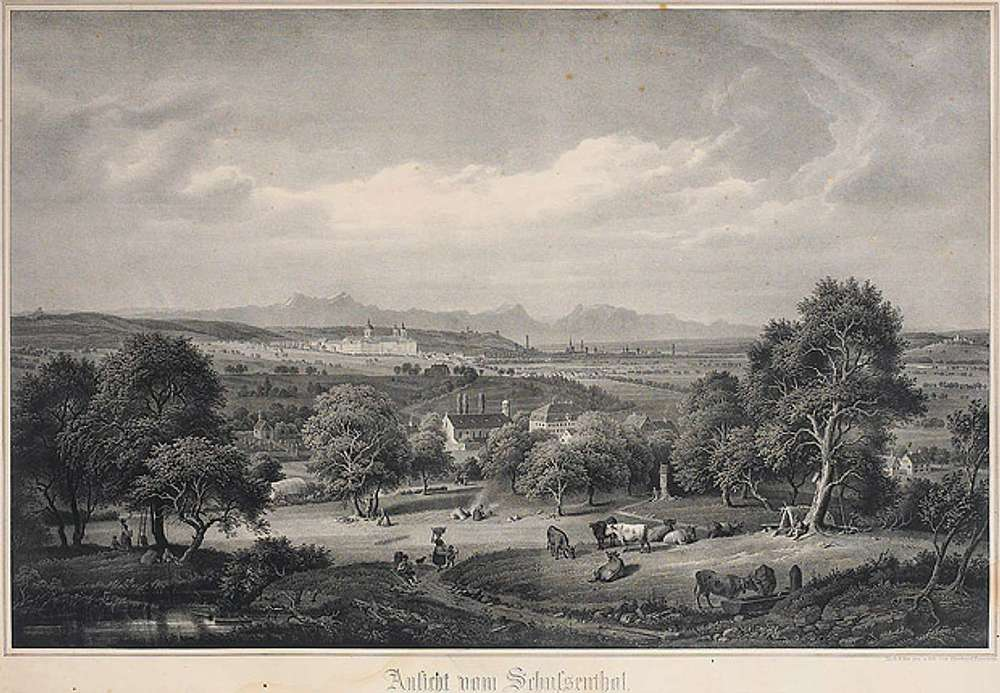
Eberhard Emminger: Ansicht vom Schussenthal im 19. Jahrhundert (Blick über Baindt nach Weingarten und Ravensburg)

Johann Anton Mathias Wiest (* 26. September 1801 in Altdorf, Vorderösterreich; † 5. oder 9. Mai 1835 in Kairo) war ein schwäbischer, deutscher Arzt und Botaniker, der bei einem Forschungsauftrag in Ägypten starb.

## Leben und Wirken

### Herkunft und Ausbildung
Als Sohn eines Klosterarztes des Klosters Weingarten und späteren württembergischen Amtsarzt und einer begüterten Altdorferin (heute Weingarten) wurde Anton Wiest 1801 geboren. 1812 konnte die Familie den Neuen Bau in der Stadt erwerben, aus dem sich aus der Lateinschule später ein „Privatgymnasium“ entwickelte. Dort wurde er mit seinen Brüdern auch von seinem Onkel unterrichtet. Als katholischer Oberschwabe studierte er als einer der ersten „Neuwürttemberger“ in Tübingen zunächst Philosophie, schrieb sich nach vier Semestern in Medizin ein und kehrte nach kurzer Zeit in Heidelberg wieder nach Altdorf zurück, wo er bei Ferdinand Gottlob Gmelin die Homöopathie kennen lernte. 1827 promovierte A. Wiest mit Untersuchungen über die pflanzengeographischen Verhältnisse Deutschlands zum Doktor der Medizin.

### Praktische Arbeit
Zunächst half er seinem Vater in der Praxis, verließ aber wegen einer Liebesbeziehung zu einer Haushaltshilfe wohl auf Druck der Familie sein Elternhaus und zog nach Laichingen. Dort widmete er sich der Homöopathie, die von  Hahnemanns Publikationen sich auszubreiten begann auch über den Erfolg bei der Cholerabekämpfung mit Kampfer.

### In Ägypten
Der Württembergische naturhistorische Reiseverein beauftragte ihn auf seine Bewerbung hin mit Wilhelm Schimper eine Forschungsreise nach Ägypten und Arabien zu unternehmen. Dort sollten beide noch unerforschte Pflanzen und Sämereien sammeln, bestimmen und getrocknet nach Deutschland senden. Trotz gemeldeter Kämpfe in Ägypten und Pest in Konstantinopel wagten beide die Reise 1834 von Triest aus. Nach Sturm und Schiffbruch, Rettung und Aufenthalt auf der griechischen Insel Kephalonia landeten sie in Alexandria, wo die Pest wütete, und gelangten auf dem Wasserweg nach Kairo. Unterwegs sammelten die beiden Forscher schon Pflanzen und weiteten diese Sammeltätigkeit um Kairo herum aus, obwohl Räuberhorden umherstreiften.
Nach Meinungsverschiedenheiten trennten sich Wiest und Schimper. Anton Wiest sandte von Kairo ungefähr 5 000 Pflanzen nach Deutschland. Nun brach auch in Kairo die Pest aus. Wiest habe noch Kranke behandelt. Er starb selbst am 8. Mai 1835.

## Werk
- Untersuchungen über die pflanzengeographischen Verhältnisse Deutschlands. Tübingen 1827 (Digitalisat)